# BLACKBERRY JAM
『BLACKBERRY JAM』（ブラックベリー・ジャム）は、NONA REEVESの通算14枚目となるスタジオ・アルバムである。

## 概要
前作「FOREVER FOREVER」から約1年9ヶ月振りのオリジナル・アルバムとして、2016年3月23日にBillboard Recordsから発売された。

## 収録曲
1. HARMONY
作詞：西寺郷太、作曲：奥田健介・西寺郷太
2. 今夜はレッツ・ダンス！ feat. かせきさいだぁ
作詞：西寺郷太・かせきさいだぁ、作曲：西寺郷太
3. スパイシー
作詞・作曲：西寺郷太
4. LAST ROMANCE
作詞：西寺郷太、作曲：奥田健介
5. MAGIC EYES feat. サイプレス上野
作詞：西寺郷太・サイプレス上野、作曲：西寺郷太
6. You're a big boy now ～お兄ちゃんになるまえに～
作詞：松尾潔、作曲：西寺郷太
7. Survive Your Life
作詞：西寺郷太、作曲：奥田健介
8. ホノルル・ガール
作詞・作曲：西寺郷太
9. アルマゲドン
作詞：西寺郷太・小松シゲル、作曲：西寺郷太
10. Crybaby
作詞：松尾潔、作曲：奥田健介
11. ブラックベリー・ジャム
作詞：西寺郷太、作曲：奥田健介